# Epeolus transitorius
Epeolus transitorius là một loài Hymenoptera trong họ Apidae. Loài này được Eversmann mô tả khoa học năm 1852.